# گولشووو
گولشووو (به بلغاری: Goleshovo) یک منطقهٔ مسکونی در بلغارستان است که در ساندانسکی واقع شده‌است.